# Moscazzano
Moscazzano es un municipio italiano de 785 habitantes que se encuentra ubicado en la provincia de Cremona.

## Evolución demográfica
| Gráfica de evolución demográfica de Moscazzano entre 1861 y 2001 |
|                                                                  |
| Fuente ISTAT - elaboración gráfica de Wikipedia                  |

- Datos: Q42431
- Multimedia: Moscazzano / Q42431

1. ↑  Worldpostalcodes.org, código postal n.º 26010.
2. ↑  «Codici Catastali». Comuni-italiani.it (en italiano). Consultado el 29 de abril de 2017.